# Canary Complex
Canary Complex – amerykański projekt muzyczny nurtu visual kei, założony w 2021 przez Canary'ego Kasey. Uznawany za jednego z najbardziej rozpoznawalnych artystów visual kei spoza Japonii oraz za najbardziej reprezentatywnego przedstawiciela tego stylu w Stanach Zjednoczonych.

## Historia
Canary Kasey, gitarzysta zespołu Flood District, rozpoczął karierę solową pod nazwą Canary Complex w 2021. Nazwa projektu była nawiązaniem do historycznego użycia kanarków do wykrywania toksycznych gazów w kopalniach. 28 sierpnia 2021 Canary Complex wydał swój debiutancki album, zatytułowany When I Say Rain...
Drugi album projektu, The Tragic Dance of Dying Leaves, został wydany 31 marca 2023. Został zmiksowany przez Michaela Rumple, który także wystąpił w niektórych piosenkach jako perkusista. Trzeci album Canary Complex, A Whisper of Spring, został wydany 24 kwietnia 2025, poprzedzony trzema singlami: „Déshabillez-Moi”, „Corsets Fall” oraz „Papillon ~Snow Angel~”. Współodpowiedzialny za produkcję albumu był Michael Rumple.

## Charakterystyka muzyczna
Muzyka projektu była klasyfikowana jako rock progresywny, rock alternatywny, chamber pop, a także „progresywny indie rock”.
Naomi Joan z Illustrate Magazine opisała The Tragic Dance of Dying Leaves jako „muzyczne uosobienie impresjonistycznych obrazów”, a także jako fuzję post-punku, chamber popu, dream popu i alternatywnego indie rocka. Muzyka trzeciego albumu projektu, A Whisper of Spring, została opisana jako połączenie visual kei lat 90. z piosenką francuską i rockiem progresywnym. Zawierała także elementy stylu bossa nova.

## Inspiracje

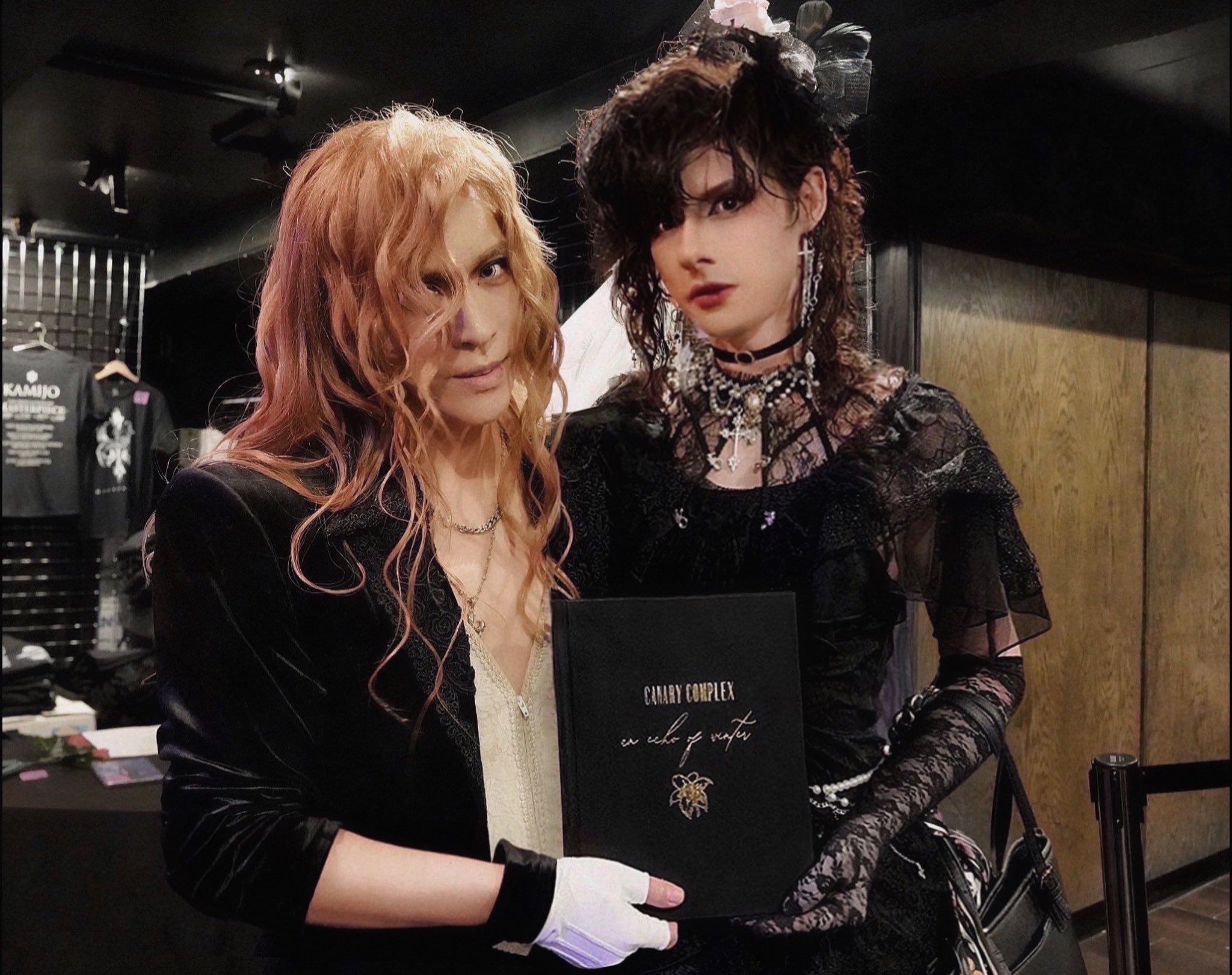
Kasey z Kamijo (2025)

Wpływ na muzykę Canary Complex mieli japońscy artyści visual kei tacy jak Luna Sea, Malice Mizer, Lareine, X Japan, Kuroyume, Buck-Tick i Shazna. Projekt czerpał także inspiracje z twórczości Mylène Farmer, stylu bossa nova, rocka gotyckiego, piosenki francuskiej, baroque popu i post-punku. W wieku nastoletnim, Kasey słuchał amerykańskich zespołów heavymetalowych takich jak Dokken, Skid Row oraz Mötley Crüe. Pierwszym zespołem visual kei, który napotkał, był Kagrra,
Canary Complex zyskał międzynarodowe uznanie, szczególnie wsród japońskich i chińskich fanów visual kei. Projekt był chwalony za swój wkład w popularyzację ruchu visual kei poza krajem jego pochodzenia. Został opisany jako jedna z pierwszych autentycznych zachodnich interpretacji visual kei. Kasey został nazwany pierwszym muzykiem, który „uchwycił ducha” visual kei poza Japonią. Projekt zyskał uznanie Kamijo.
Jako gitarzysta, Kasey był porównywany do Many z Malice Mizer i Moi dix Mois oraz do Hisashiego Imai z Buck-Tick.

## Dyskografia
Albumy studyjne
- When I Say Rain... (2021)
- The Tragic Dance of Dying Leaves (2023)
- A Whisper of Spring (2025)

Single
- „Lucky Charms” (2021)
- „Cloudbusting” (2022)
- „Déshabillez-Moi” (2025)
- „Corsets Fall” (2025)
- „Papillon ~Snow Angel~” (2025)